# Robert Ferguson (Bluesmusiker)
Robert „H-Bomb“ Ferguson (* 9. Mai 1929 in Charleston, South Carolina; † 26. November 2006 in Cincinnati, Ohio) war ein US-amerikanischer Blues-Sänger und -Pianist. Bekannt war er für sein extravagantes Auftreten mit bunter Perücke. Sein Vorbild war „Mister Blues“ Wynonie Harris.
Mit 19 tingelte Ferguson, dessen Vater ihm Klavierunterricht finanziert hatte, mit Joe Liggins und seinen Honeydrippers. In New York trat er als „the Cobra Kid“ auf und hatte Anfang der 1950er seine ersten Plattenhits.
Schließlich verschlug es Ferguson nach Cincinnati, wo er von nun an lebte und musizierte. Erst 1986 erschien Fergusons erstes Album Life Is Hard. Bis zu seinem Tod 2006 trat er bei angesagten Blues und R&B-Festivals auf.